# Psilogramma kitchingi
Psilogramma kitchingi là một loài bướm đêm thuộc họ Sphingidae. Loài này có ở Papua New Guinea.